# O Colecionador de Ossos
The Bone Collector (bra/prt: O Colecionador de Ossos) é um filme norte-americano de 1999, dos gêneros suspense e drama, dirigido por Phillip Noyce, com roteiro de Jeremy Iacone baseado no romance The Bone Collector, de Jeffery Deaver.

## Sinopse
O tetraplégico e ex-perito criminalista Lincoln Rhyme se une a uma policial novata, Amelia Donaghy, para investigar os crimes de um assassino serial que deixa sempre sua assinatura: remove ossos dos esqueletos de suas vítimas. Rhyme está imobilizado em uma cama e assistido por uma enfermeira, mas se comunica com Amelia por telefone enquanto ela examina os vários locais dos crimes, em busca de pistas e rastros que coleta e relata a seu parceiro.
O assassino se disfarça de motorista de táxi em Nova Iorque e sequestra e mata seus passageiros. As primeiras duas vítimas são um casal, Alan e Lindsay Rubin. Amelia encontra o corpo soterrado de Alan ao lado de velhos trilhos de trem da Guerra Civil. Próximo do corpo está um pacote de papel. Amelia descobre uma pegada e tira uma foto. Analisando as pistas os detetives depois encontram Lindsay ainda viva e amordaçada numa canalização de vapor subterrânea, mas não conseguem impedir a armadilha do assassino e a mulher morre escaldada. O assassino deixa outras pistas no local do crime, que são encontradas por Amélia.

## Elenco principal
- Denzel Washington .... Lincoln Rhyme
- Angelina Jolie .... guarda Amelia Donaghy
- Queen Latifah .... Thelma
- Michael Rooker .... capitão Howard Cheney
- Mike McGlone .... detetive Kenny Solomon
- Luis Guzmán .... detetive Eddie Ortiz
- Leland Orser .... Dr. Richard Thompson
- John Benjamin Hickey .... Dr. Barry Lehman
- Bobby Cannavale .... Steve
- Ed O'Neill .... detetive Paulie Sellitto
- John B.Hickey
- Richard Zeman
- Olivia Birkelund
- Gary Swanson
- Jim Bulleit
- Frank Fontaine

## Recepção da crítica
The Bone Collector teve recepção mista por parte da crítica especializada. Com índice de avaliação de 28% em base de 85 críticas, o Rotten Tomatoes publicou um consenso: "Um talentoso elenco é desperdiçado em uma tentativa branda de um filme de suspense sobre serial killer". No Metacritic tem uma pontuação de 45% em base de 33 avaliações profissionais.